# Cofana separata
Cofana separata är en insektsart som beskrevs av Young 1979. Cofana separata ingår i släktet Cofana och familjen dvärgstritar. Inga underarter finns listade i Catalogue of Life.